# Lanius validirostris
Lanius validirostris е вид птица от семейство Laniidae. Видът е почти застрашен от изчезване.

## Разпространение
Видът е разпространен във Филипините.